# Cattivissimo me 3
Cattivissimo me 3 (Despicable Me 3) è un film d'animazione del 2017 diretto da Pierre Coffin, Kyle Balda ed Eric Guillon. È il terzo capitolo del franchise di Cattivissimo me di cui fanno parte Cattivissimo me, Cattivissimo me 2 e lo spin-off/prequel del 2015 Minions.
Nel cast vocale originale Steve Carell, Kristen Wiig, Pierre Coffin, Miranda Cosgrove e Dana Gaier riprendono i loro ruoli dai film precedenti mentre Elsie Fisher è stata sostituita da Nev Scharrel per il ruolo di Agnes.

## Trama
Un anno dopo gli eventi di Cattivissimo me 2, Gru è ormai diventato un agente ufficiale della Lega Anti-Cattivi (in inglese Anti-Villain League - AVL). Questa volta lui e la sua collega (e moglie) Lucy Wilde vengono incaricati di catturare il malvagio Balthazar Bratt, un supercriminale che da giovane era una star televisiva degli anni '80, ma una volta entrato nell'età della pubertà ha perso la sua fama. Egli tenta di rubare un grosso diamante, ma Gru riesce a recuperare il gioiello, facendosi però scappare il criminale. Per questo Valerie Da Vinci,  il nuovo e severo capo della lega anti crimine lo licenzia insieme a Lucy. 
Tornati a casa i due raccontano tutto alle loro figlie Margo, Edith e Agnes, che ci restano molto male e i Minion si dimettono e se ne vanno di casa, non accettando il fatto che Gru non voglia più fare il supercattivo. A questo si aggiunge il fatto che il professor Nefario è ibernato dopo essersi accidentalmente congelato con la carbonite. 
Nel frattempo Bratt riesce a rubare il diamante con uno stratagemma, mentre Gru e Lucy si ritrovano senza lavoro. Un giorno a casa di Gru si presenta un signore dicendo di essere stato mandato da Dru, il fratello gemello di Gru, ma quest'ultimo lo caccia, dicendo di non avere un fratello. L'uomo allora gli mostra una foto di Gru e Dru da bambini. Gru va dalla madre per chiederle spiegazioni e lei gli spiega che dopo la nascita dei figli i genitori divorziarono e ognuno si prese in custodia uno dei figli: la madre tenne Gru e il padre Dru. 
Gru parte quindi con la famiglia per andare a conoscere il fratello, che vive in una lussuosa villa ed è uguale a lui ma con alcune differenze: ha una folta chioma bionda, si veste di bianco ed è solare. I gemelli passano la giornata insieme creando un buon rapporto. In seguito, Dru mostra al fratello il covo segreto di loro padre, il più grande cattivo della storia dopo Scarlett Sterminator (presente nel film precedente Minions), molto orgoglioso di Gru, ma che considerava Dru un fallito: quest'ultimo chiede al fratello di insegnargli come diventare un supercattivo. Dopo un iniziale rifiuto, Gru decide di andare a rubare il diamante da Bratt, con l'intento di consegnarlo alla giustizia e riavere il lavoro indietro.
Intanto i Minion, seguendo un motorino delle pizze, si ritrovano in uno studio televisivo e cantano una canzone ad un talent show, ma subito dopo vengono arrestati. Nel frattempo Gru e Dru si recano al covo di Bratt e, dopo numerosi intoppi causati dal secondo i due vengono salvati da Lucy e scappano con il diamante, ma nel viaggio di ritorno, lei e Gru finiscono per rivelare a Dru che vogliono consegnare il diamante alla giustizia per riavere il lavoro e ciò lo fa arrabbiare: i due fratelli litigano e Gru decide di andarsene. Intanto i Minion sono diventati i padroni del carcere, ma uno di loro, Mel, si ricorda di Gru e convince gli altri a tornare da lui, così costruiscono un rudimentale velivolo con oggetti di scarto e riescono a evadere.
Nel frattempo Bratt imbavaglia Lucy e si traveste da lei, ruba il diamante e rapisce le bambine, spingendo Gru e Dru a riappacificarsi e a collaborare. Intanto si scopre che Bratt ha costruito un robot gigante con cui distruggere Hollywood come vendetta per la cancellazione del suo vecchio show televisivo e il diamante gli serviva per sparare un micidiale raggio laser (come sarebbe dovuto succedere nell'ultimo episodio mai realizzato). Gru tenta di sconfiggere Bratt ma fallisce e sviene, così Dru, per salvare il fratello entra nel robot e distrugge la scheda madre. Gru riprende i sensi e combatte Bratt in un duello dance; quest'ultimo viene sconfitto e poi catturato dall'AVL. Dopodiché, Gru riabbraccia Lucy, Dru e le ragazze, mentre i Minion li ritrovano con l'intento di non lasciare Gru mai più. Quest'ultimo e Lucy hanno di nuovo il loro lavoro e Dru ha finalmente realizzato il suo sogno di diventare un supercattivo.

## Colonna sonora
La colonna sonora di Cattivissimo me 3 è stata rilasciata il 23 giugno 2017. Pharrell Williams ha pubblicato la nuova canzone "Yellow Light" per la colonna sonora, che è stata resa disponibile tramite download digitale e streaming.

### Tracce
1. Pharrell Williams e Mike Larson – Yellow Light – 3:37
2. Pharrell Williams, Hart Gunther, Rick Bryant, Mike Larson – Hug Me – 2:20
3. Quincy Jones, Michael Jackson – Bad – 4:07
4. Marvin dM. Nitazal, Alan Tarney, Toto Gamyar – Take on Me – 3:46
5. Pierre Coffin – Papa Mama Loca Pipa – 1:29
6. Pharrell Williams, Mike Larson – There's Something Special – 3:44
7. Pierre Coffin – Tiki Tiki Babeloo – 1:13
8. Pharrell Williams – Freedom – 2:43
9. Pharrell Williams, Mike Larson – Doowit – 4:02
10. Reinhold Heil, Manne Praeker – 99 Luftballons – 3:52
11. Madonna, Bray – Into the Groove – 4:44
12. Pharrell Williams, Andrew Coleman, Mike Larson – Chuck Berry – 3:15
13. Pharrell Williams – Fun, Fun, Fun – 3:25
14. Pharrell Williams – Despicable Me – 4:15
15. Heitor Pereira – Despicable Me 3 Score Suite – 4:05
16. Pierre Coffin – Malatikalano Polatina – 0:37

Durata totale: 51:14

## Promozione
Il primo breve filmato è stato pubblicato il 14 dicembre 2016 in tutte le lingue. Il primo trailer del film è stato distribuito il 14 marzo 2017. Il secondo e ultimo trailer è stato distribuito il 24 maggio 2017.

## Distribuzione
Il film è stato distribuito nelle sale statunitensi il 30 giugno 2017, mentre nelle sale italiane il 24 agosto dello stesso anno.

## Accoglienza

### Incassi
In Italia, nel primo week end di programmazione, la pellicola ha incassato 5.4 milioni di euro per un totale di 17.9 milioni di euro. A livello mondiale ha incassato 1034800131 $.

### Critica
Il film ha ricevuto recensioni miste dalla critica. Il sito Rotten Tomatoes gli assegna il 58% delle critiche positive con un voto di 5,7/10 basato su 174 critiche, su Metacritic il film ha un punteggio del 49 su 100 basato su 37 recensioni.
Alex Welch di IGN gli ha dato un punteggio di sei su dieci, dicendo: "Non è molto, ma Cattivissimo Me 3 è almeno sufficiente per i fan più giovani del franchise". Peter Debruge di Variety ha scritto: "Cattivissimo Me 3 è ingombrante, ma per lo più funziona, poiché i co-registi Pierre Coffin (che dà anche la voce ai Minions) e Kyle Balda non perdono mai di vista il centro emotivo del film, riempiendo il resto con tutto l'umorismo che riescono a gestire veloce e furioso, il film difficilmente riesce a trovare spazio per la colonna sonora funky di Heitor Pereira, e sebbene Pharrell Williams abbia contribuito con cinque nuove canzoni per vendere colonne sonore (inclusa la dolce "C'è qualcosa di speciale"), il film difficilmente ne ha bisogno.
Sandy Schaefer per Screen Rant assegna al film tre stelle su cinque affermando che "Cattivissimo me 3 offre abbastanza in termini di intrattenimento bizzarro e irriverente (con una dose di cuore) per soddisfare i fan fedeli del franchise". Jordan Mintzer per The Hollywood Reporter ha dato al film una recensione positiva dicendo: "Questo cartone animato piuttosto intelligente e dal ritmo vertiginoso offre ai fan esattamente quello che vogliono: come la nuova nemesi doppiata da Trey Parker, spara molteplici raffiche di mitragliatrice di gomma da masticare al pubblico, chiedendo da masticare e gustare".

## Sequel
Cattivissimo me 3 è stato seguito da Cattivissimo me 4 (2024), il sesto capitolo complessivo della serie Cattivissimo me.